# Осьмерижськ
Осьмери́жськ (каз. Осьмерыжск) — село у складі Теренкольського району Павлодарської області Казахстану. Входить до складу Берегового сільського округу.
Населення — 202 особи (2021; 247 у 2009, 409 у 1999, 595 у 1989).
Національний склад станом на 1989 рік:
- німці — 34 %;
- казахи — 31 %;
- росіяни — 28 %.